# مارك دونوفان (لاعب كرة قدم أمريكية)
مارك دونوفان (بالإنجليزية: Mark Donovan)‏ هو لاعب كرة قدم أمريكية أمريكي، ولد في 15 فبراير 1966 في بيتسبرغ في الولايات المتحدة.